# Eiichirō Hasumi
Pour les articles homonymes, voir Hasumi.
Eiichirō Hasumi (羽住英一郎, Hasumi Eiichirō), né le 29 mars 1967 dans la préfecture de Chiba, au Japon, est un réalisateur japonais.

## Biographie
- Formation : Université Nihon

## Filmographie

### Cinéma
- 2004 : Umizaru
- 2005 : Gyakkyo nine
- 2006 : Limit of Love: Umizaru
- 2008 : Gin iro no shîzun
- 2009 : Oppai barê
- 2010 : Za rasuto messêji: Umizaru
- 2011 : Wairudo 7
- 2012 : Brave Hearts: Umizaru
- 2015 : Assassination Classroom (Ansatsu kyôshitsu)
- 2015 : Gekijouban Mozu
- 2016 : Assassination Classroom: Graduation (Ansatsu kyôshitsu: sotsugyô hen)
- 2018 : Over Drive
- 2021 : Taiyō wa ugokanai (太陽は動かない?)
- 2023 : Resident Evil: Death Island

### Télévision

#### Séries télévisées
- 2010 : Samurai Code
- 2014 : Mozu
- 2021 : Resident Evil: Infinite Darkness

#### Téléfilms
- 2011 : Aji ichi monme
- 2012 : Double Face: Sen'nyû sôsa hen
- 2013 : Aji ichi monme
- 2015 : Ohsugi tantei jimusho: Kudakareta kako hen
- 2015 : Ohsugi tantei jimusho: Utsukushiki hyôteki hen

## Récompenses et distinctions
- 2015 : Festival international du film fantastique de Puchon : European Fantastic Film Festivals Federation (EFFFF) Asian Award : « World Fantastic Red » pour Assassination Classroom